# Zoophthorus anglicanus
Zoophthorus anglicanus là một loài tò vò trong họ Ichneumonidae.